# Gal Nevo
Gal Nevo in ebraico גל נבו‎? (Hamadia, 29 giugno 1987) è un ex nuotatore israeliano.

## Palmarès
- Europei

Budapest 2010: bronzo nei 400m misti.
Londra 2016: argento nei 200m misti.
- Europei in vasca corta

Istanbul 2009: bronzo nei 400m misti.
Stettino 2011: bronzo nei 200m misti e nei 400m misti.
Chartres 2012: bronzo nei 200m misti e nei 400m misti.
Herning 2013: argento nei 400m misti.
Netanya 2015: bronzo nei 400m misti.